# Vitjazinella multicostata
Vitjazinella multicostata é uma espécie de gastrópode do gênero Vitjazinella, pertencente a família Raphitomidae.